# Forrellat pivotant

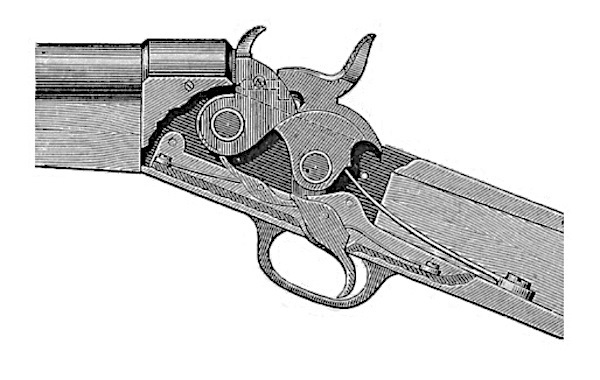
Dibuix d'un forrellat pivotant Remington.

El forrellat pivotant és un tipus d'acció d'arma de foc on el segellat de la recambra s'efectua mitjançant un forrellat de forma especial, que gira sobre un eix. El forrellat té forma de secció circular. Es manté en el seu lloc gràcies al martell, evitant que el cartutx retrocedeixi al moment de disparar. Al parar l'arma, el forrellat pot girar lliurement per recarregar-la.

## Història
A causa de les tècniques metal·lúrgiques del segle xix, igual que la majoria d'armes antigues fabricades per a cartutxos de pólvora negra, és possible que els fusells i pistoles que empren aquesta acció fabricats durant el segle XIX i principis del segle XX no siguin aptes per emprar munició moderna d'alta potència explossiva. A inicis del segle XX es van fabricar fusells de forrellat pivotant amb acer modern per a cartutxos amb pólvora sense fum, com el 7 x 57 Mauser.
El Fusell Remington de forrellat pivotant és una de les armes monotret més reeixides dissenyades. Té una acció forta i simple, molt fiable i poc susceptible a bloquejar-se per brutícia o ús brusc. Està parcialment basada en l'acció de recambra dividida, produïda per Remington durant la Guerra de Secessió. Aquest disseny va ser revisat per Joseph Rider durant 1865 i la primera arma basada en aquest, la pistola Remington Model 1865, va ser ofertada a l'Exèrcit i l'Armada dels Estats Units el 1866. Mentre que l'Exèrcit va rebutjar el disseny, l'Armada va comprar 5.000 pistoles.
El primer fusell basat en aquest disseny va ser presentat en l'Exposició Universal de París el 1867, passant a ser en menys d'un any el fusell militar estàndard de diversos països. Molts fusells de percussió i mosquets van ser transformats en armes amb forrellat pivotant en l'interval anterior al desenvolupament de fusells de forrellat més moderns. Els fusells Remington M1867 i Springfield Model 1871 empraven aquest forrellat.